# 詹姆斯·约瑟夫·德雷斯诺克
詹姆斯·约瑟夫·德雷斯诺克（英語：James Joseph Dresnok，1941年11月24日—2016年11月）是一名冷战时期叛逃至朝鲜的驻韩美军士兵，并在那里生活了半个多世纪。
德雷斯诺克1941年11月生于弗吉尼亚諾福克。德雷斯诺克于17岁参军，并被派驻到西德服役两年。期间妻子与他离婚。
1962年，因为擅自离开军营与一名女子约会而面临军事法庭审判，德雷斯诺克穿过朝韩非军事区，叛逃到朝鲜。
他对朝鲜的溢美之词被朝鲜当局向外界大肆宣传。朝鲜当局让他通过各种公共广播系统对非军事区对面的美军士兵广播喊话，鼓励他们投奔朝鲜。
他在朝鲜担任翻译，并在众多朝鲜宣传影片中扮演了角色。 他因为在电影《无名英雄》中所扮演的角色，一个邪恶、残暴的美军战俘营军官，而成为朝鲜家喻户晓的明星，被称为“乔同志”。
德雷斯诺克在朝鲜与一位名叫多依娜·本贝亚（Doina Bumbea）的罗马尼亚女性结婚，育有两个儿子：特德·德雷斯诺克（Ted Dresnok）和小詹姆斯·德雷斯诺克（James Dresnok Jr.），特德曾在平壤外國語大學主修英文和日文，日後替朝鮮勞動黨直属的國防教育機構工作，小詹姆斯則在2014年志願加入朝鮮人民軍。本贝亚于1997年因癌症去世后，德雷斯诺克又再婚，并生下了小兒子托尼。
德雷斯诺克于2016年11月去世，享年74岁。

## 另見
- 查爾斯·羅伯特·詹金斯（Charles Robert Jenkins）